# Подводные лодки типа «Арихант»
Подводные лодки типа «Арихант» (Arihant class, хинди अरिहन्त, «Истребитель врагов») — первый проект индийских атомных стратегических подводных лодок. Головной корабль проекта принят флотом, ещё три — находятся в постройке, всего планируется построить шесть субмарин этого проекта.

## История проектирования

Силуэт АПЛ проекта 670, прототипа «Ариханта»

О начале создания собственного проекта атомной подводной лодки, названного ATV — Advanced Technology Vessel, Индия объявила в 1985 году. В основу индийской АПЛ легли советские подводные лодки проекта 670 «Скат». Затем этот проект был переориентирован на строительство баллистических субмарин.

## История строительства
В 1998 году началось строительство корпуса головной субмарины класса, получившей имя INS Arihant, однако из-за проблем с реактором постройка затянулась, и корабль был спущен на воду лишь в июле 2009 года. В конце 2014  года начались ходовые испытания головной лодки «Арихант», продлившиеся до октября 2015 года. Ввод в строй головного корабля состоялся в августе 2016 года. Все корабли строятся в судостроительном центре «Вишакапатнам» на берегу Бенгальского залива.

## Конструкция
Лодки типа «Арихант» имеют водоизмещение около 6 тысяч тонн и способны развивать под водой по разным данным скорость от 24 до 30 узлов.

### Корпус
Носовая часть корпуса и рубка с ограждением и передними горизонтальными рулями, а также предположительно гидроакустическая станция и носовые торпедные аппараты в целом аналогичны проекту 877ЭКМ.

### Вооружение
Основным вооружением кораблей являются 12 баллистических ракет K-15 Sagarika, имеющих дальность полёта 700 км и относящихся к классу ракет малой дальности. Последний успешный запуск такой ракеты был осуществлён 26 февраля 2008 года. Впоследствии предусматривается возможность переоснащения субмарин баллистическими ракетами «Агни-3», имеющими дальность полёта 3500 км. Ракетные шахты расположены за прочной рубкой и направлены вертикально. Крышки шахт не выступают за обводы надстройки.
Торпедное вооружение представлено шестью носовыми торпедными аппаратами калибра 533 мм.

### Экипаж
Численность экипажа «Арихантов» составляет около 100 человек.

## Представители
По состоянию на март 2018 года, головной корабль, INS Arihant принят флотом. Второй «Архидаман» проходит ходовые испытания, третий и четвертый корабли находятся в постройке. Всего планируется постройка шести лодок этого класса.
В начале ноября 2018 г. головной корабль вернулся в базу из первого развертывания.  